# Alexander Kopacz
Alexander Kopacz (ur. 26 stycznia 1990 w London w Kanadzie) – kanadyjski bobsleista, złoty medalista olimpijski w dwójkach z 2018.
Bobsleje zaczął trenować w 2013, do kadry narodowej trafił w 2014. Zawody w Pjongczangu były jego pierwszymi igrzyskami olimpijskimi i triumfował w rywalizacji dwójek. Partnerował mu Justin Kripps (pilot boba). Złoty medal zdobyli ex aequo z niemiecką parą Francesco Friedrich i Thorsten Margis.